# Seison africanus
Seison africanus is een soort in de taxonomische indeling van de raderdieren (Rotifera). 
Het dier behoort tot het geslacht Seison en behoort tot de familie Seisonidae. De wetenschappelijke naam van de soort werd voor het eerst geldig gepubliceerd in 2005 door Sørensen, Segers & Funch.